# Radim Jančura
Radim Jančura (* 12. ledna 1972 Ostrava) je český podnikatel a manažer, známý především jako zakladatel a vlastník společností Student Agency a RegioJet. Byl členem správní rady Nadačního fondu pro boj proti korupci a financuje nadační fond Stínové Ředitelství silnic a dálnic.

## Vzdělání
Vystudoval na tehdejší Elektrotechnické fakultě Vysokém učení technickém v Brně a získal titul inženýr.

## Podnikání
Založil, vlastní a řídí společnost Student Agency, která provozuje „žluté“ autobusy, prodává letenky a konkuruje Českým drahám v osobní železniční dopravě prostřednictvím společnosti RegioJet. Je vlastníkem společnosti DPL Real, které patří brněnský Dům pánů z Lipé.
V roce 2012 inicioval vznik nadačního fondu s názvem "Stínové ŘSD", které svojí činností poukazuje na chyby v činnosti dopravních stavitelů a zejména státního Ředitelství silnic a dálnic. Coby významný dopravce na dálnici D1 je Radim Jančura dlouhodobým kritikem jejích pomalých rekonstrukcí.
Od 19. dubna 2013 do 1. února 2018 byl jednatelem společnosti Tick Tack Taxi.
Od roku 2020 začal podnikat v oblasti ubytování a gastronomie. Nakoupil několik horských hotelů a penzionů v Rakousku a v České republice, které provozuje pod značkou RegioJet Hotels & Cottages.

## Ocenění
Obdržel řadu ocenění, mimo jiné Podnikatel roku 2005.

## Kontroverze
Radim Jančura používal reklamní kampaň na donucení politické reprezentace vyhovět jeho podnikatelským záměrům. Vyobrazoval politiky na autobusech – "Langer II." s fotografií ministra vnitra Milana Chovance a zveřejnil telefonní číslo ministra dopravy. Na Slovensku v lednu 2015 zaplatil velkoplošné billboardy – "Vitajte v kraji korupcie a klientelizmu", když jeho dopravní společnost nedostala svolení k provozování pravidelných dopravních linek na území Nitranského a Bratislavského kraje.